# Velika nagrada Frontieresa 1939
Velika nagrada Frontieresa 1939 je bila šesta neprvenstvena dirka za Veliko nagrado v sezoni 1939. Odvijala se je 28. maja 1939 na ulični stezi v belgijskem mestu Chimay. 

## Poročilo
Na štartu je povedel Leonhard Joa, sledili so mu Maurice Trintignant, Heinz Dipper, Roger Loyer, Petre Cristea in Arthur Legat. V drugem krogu je Joa postavil najhitrejši krog dirke s časom 4:47 in s tem naredi enajst sekund prednosti pred ostalimi, toda krog kasneje ga je Trintignant spet ujel in prvih šest dirkačev je bilo ponovno povsem skupaj. Loyer je kot prvi izmed vodilne šesterice odstopil zaradi okvare vzmetenja. Sledil mu je Cristea, ki se mu je ob vrtenju predrla pnevmatika, Dipper pa je odstopil zaradi okvare zavor. V petem krogu je odstopil še vodilni Joa zaradi okvare motorje, tako da je imel novi vodilni Trintignant veliko prednost pred Jefom Legrosom in Jacquesom Du Bruslelom. V zadnjem delu dirke zaradi velikih razlik med dirkači ni prišlo do večjih sprememb, le Legros je moral na postanek v bokse in padel je na šesto mesto. Zmagal je tako Trintignant, drugo mesto je osvojil Du Brusle z dvema krogoma zaostanka, tretje pa Harry Herkuleyns s tremi krogi zaostanka za zmagovalcem. 

## Rezultati

### Dirka
| Poz | Št | Dirkač              | Moštvo    | Dirkalnik    | Krogi | Čas/Odstop | Št. m. |
| --- | -- | ------------------- | --------- | ------------ | ----- | ---------- | ------ |
| 1   | 36 | Maurice Trintignant | Privatnik | Bugatti T51  | 15    | 1:15:28    | 1      |
| 2   | 10 | Jacques Du Brusles  | Privatnik | Bugatti T51A | 14    | +2 kroga   |        |
| 3   | 18 | Harry Herkuleyns    | Privatnik | MG Q         | 13    | +3 krogi   |        |
| 4   | 20 | Arthur Legat        | Privatnik | Bugatti T35B | 13    | +3 krogi   |        |
| 5   | 2  | Cleton              | Privatnik | Bugatti T37  | 12    | +4 krogi   |        |
| 6   | 32 | Jef Legros          | Privatnik | Bugatti T35B | 12    | +4 krogi   |        |
| Ods | 26 | Leonhard Joa        | Privatnik | Maserati 6CM | 5     | Motor      | 2      |
| Ods | 22 | Heinz Dipper        | Privatnik | Maserati 6CM |       | Zavore     |        |
| Ods | 10 | Petre Cristea       | Privatnik | BMW 328      |       | Pnevmatika |        |
| Ods | 5  | Roger Loyer         | Privatnik | Maserati 6CM |       | Vzmetenje  |        |
| Ods | 10 | La Boissiére        | Privatnik | Bugatti T37A |       |            |        |